# 伊拉-卡布卡巴
伊拉-卡布卡巴（英语：Ila-kabkabu）亚述早期的国王，大约生活在前19世纪后期。他很可能是闪米特人的后裔。他曾经和马里国王艾格提姆（Iagitlim）结成联盟，但后来这个联盟土崩瓦解。他是沙姆希阿达德一世的父亲。
| 前任： 亚兹库尔-埃尔 | 亚述国王 前19世纪后期 | 繼任： 阿米努 |